# Ordinanza
Ordinanza è il termine con il quale vengono denominati provvedimenti di vario genere, sovente emanati da organi monocratici.
Possono essere atti normativi, provvedimenti amministrativi o provvedimenti giurisdizionali. In particolare, in vari ordinamenti il termine è utilizzato per designare atti aventi forza di legge emanati dal governo (così in Francia) oppure atti normativi emanati da enti territoriali locali (così negli Stati Uniti, in Giappone e nella Regione amministrativa speciale di Hong Kong).

## Nel mondo

### Belgio
Nel diritto costituzionale belga il termine ordinanza (ordonnantie in fiammingo, ordonnance in francese) designa l'atto normativo adottato dal Parlamento della Regione di Bruxelles-Capitale o dall'Assemblea riunita della Commissione comunitaria comune. Può integrare, modificare, derogare o abrogare disposizioni di legge; tuttavia, a differenza delle leggi federali e dei decreti adottati dai parlamenti delle altre regioni e delle comunità, e come i regolamenti, è soggetta al controllo di legittimità costituzionale dei giudici, che la possono disapplicare; inoltre, le ordinanze del Parlamento regionale possono in certi casi essere sospese o annullate dal Governo federale, in considerazione del ruolo internazionale e di capitale federale della città.

### Italia
Nell'ordinamento italiano esistono ordinanze emanate da autorità amministrative e da giudici. In passato esistevano, inoltre, ordinanze corporative.
Durante il regime fascista le ordinanze corporative erano atti normativi emanati dalle corporazioni per la disciplina collettiva dei rapporti di lavoro, in base ad una delega delle associazioni sindacali interessate. Nelle disposizioni sulla legge in generale, preliminari al codice civile italiano, erano fatte rientrare tra le norme corporative e, come tali, annoverate tra le fonti del diritto italiano, con un rango nella relativa gerarchia subordinato alle leggi e ai regolamenti ma superiore alle consuetudini. Di fatto, ne furono emanate pochissime.
Le ordinanze amministrative sono emanate da un organo della pubblica amministrazione (ad esempio, il prefetto o il sindaco) per imporre un determinato comportamento ad un soggetto o ad una classe di soggetti oppure ad un organo. Si tratta, quindi, di provvedimenti amministrativi che creano doveri positivi (di fare o dare) o negativi (di non fare). Quando contengono norme generali ed astratte sono considerati atti normativi e, quindi, fonti del diritto.
In certi casi le ordinanze possono essere emanate in deroga all'ordinamento giuridico vigente, ma non ai suoi principi generali né a norme costituzionali: sono le cosiddette ordinanze libere, di cui sono esempi i bandi militari e le ordinanze contingibili e urgenti. Il giudice può emanare ordinanze nell'ambito del processo civile, penale, costituzionale o amministrativo; si tratta, quindi, di provvedimenti giurisdizionali. Normalmente sono volte a regolare lo svolgimento del processo e non hanno valenza decisoria, ma ci sono eccezioni (si pensi all'ordinanza di convalida di sfratto). Di norma devono essere brevemente motivate e possono essere successivamente modificate o revocate dal giudice che le ha emanate. Possono essere pronunciate in udienza, e quindi risultano dal verbale, o fuori udienza, nel qual caso sono scritte in calce al verbale o in un foglio separato, datato e firmato dal giudice (o dal presidente, nel caso di giudice collegiale).

### Francia
Nel diritto costituzionale francese l'ordinanza (ordonnance) è un atto normativo adottato dal Governo che può avere forza di legge.
Le ordinanze sono disciplinate dall'art. 38 della Costituzione del 1958, in sostituzione dei decreti-legge utilizzati durante la Terza e la Quarta Repubblica, ancorché non previsti dalle costituzioni e di dubbia costituzionalità. Secondo tale articolo:
- il Governo può proporre al Parlamento una legge che lo autorizza ad emanare ordinanze, entro un determinato limite temporale, in materie riservate alla legge ordinaria (va ricordato che, al di fuori di queste, il governo può legiferare con regolamenti in grado di modificare le disposizioni di legge);
- se la legge viene approvata, le ordinanze possono essere deliberate dal Consiglio dei ministri, dopo aver acquisito il parere del Consiglio di Stato, ed emanate dal Presidente della Repubblica;
- una volta emanate, le ordinanze acquistano la stessa forza di un regolamento, tuttavia decadono se, entro il termine fissato dalla legge di autorizzazione, non viene presentato al Parlamento il progetto di legge per la loro ratifica;
- in virtù della legge di ratifica, le ordinanze acquistano forza di legge; in mancanza, mantengono la forza di un regolamento.

### Svizzera
In Svizzera l'ordinanza (ordonnance in francese, Verordnung in tedesco) è un atto normativo federale o cantonale subordinato alla legge nella gerarchia delle fonti del diritto, analogamente al regolamento nell'ordinamento italiano. Diversamente dalla legge, l'ordinanza non può essere sottoposta a referendum.
Normalmente le ordinanze federali vengono emanate dal Consiglio federale, se autorizzato dalla Costituzione o dalla legge (art. 182 della Costituzione); eccezionalmente possono essere emanate dal Parlamento (art. 163 della Costituzione).